# Église Sainte-Barbe de Leveroy
 (février 2023).
Pour les articles homonymes, voir Église Sainte-Barbe.
L'église Sainte-Barbe est l'église paroissiale de la ville limbourgeoise de Leveroy, aux Pays-Bas.

## Histoire

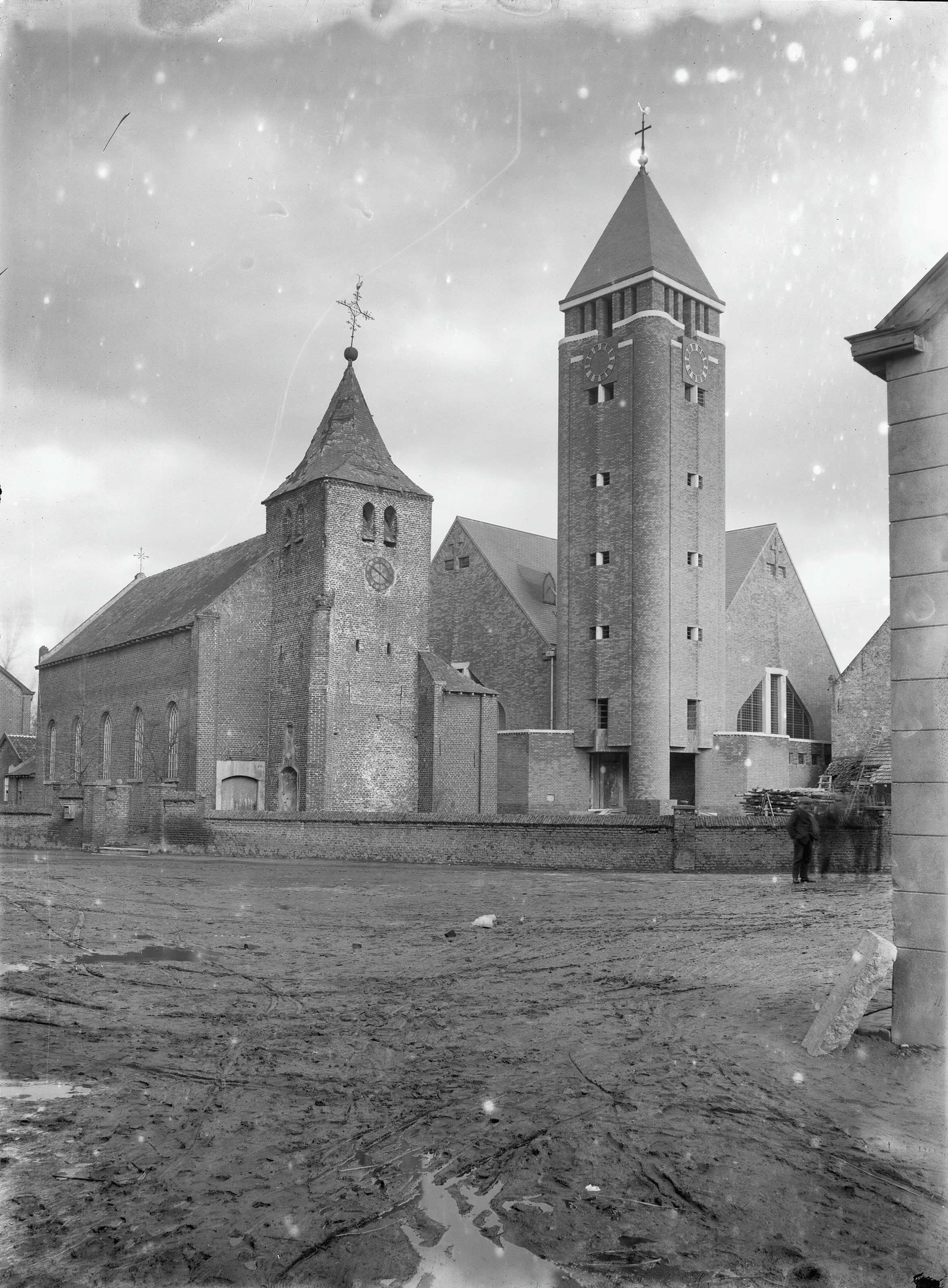
L'église de 1839 avec tour gothique à gauche et l'église de 1923 à droite (1924).

Une première chapelle pourrait remonter au XIIIe siècle à Leveroy. Au XVe ou XVIe siècle, la chapelle est reconstruite en style gothique ; elle est ensuite élevée au rang d'église paroissiale en 1620. À partir de 1700, Horn fait des dons à la paroisse pour en achever l'intérieur.
En 1839, l'église gothique est remplacée par une simple église-halle, tandis que la tour gothique est conservée.
En 1923, une nouvelle église est construite à côté de l'ancienne par Jos Wielders. En 1924, l'ancienne église est démolie. Wielders conçoit un bâtiment selon les principes de l'école d'Amsterdam. C'est une église cruciforme à nef courte. La voûte est soutenue par des pans en béton. Le 15 novembre 1944, l'église est détruite par les occupants allemands dans leur retraite. Seules les pans en béton sont restés debout.
Seules les fondations de l'église peuvent être conservées, le reste est démoli et une nouvelle église, un peu plus grande, est mise en service en 1949. Encore une fois, Jos Wielders est l'architecte.

## Description
C'est une église cruciforme en brique. La tour latérale, surmontée d'une flèche en aiguille resserrée, contient l'entrée de l'église. Au-dessus de l'entrée en plein cintre se trouve une sculpture de sainte Barbe en bas-relief, en céramique par Renald Rats (1948). Au-dessus du chœur se trouve une peinture murale de H.M. Kluytmans de 1961.
Une statue du Sacré-Cœur, réalisée par l'atelier Thissen, se trouve à côté de l'église. Elle y a été placée lors de l'inauguration de l'église en 1925. À l'église se trouve une statue du Sacré-Cœur qui a été placée à l'occasion de l'inauguration de la nouvelle église en 1925. 